# Pond Inlet

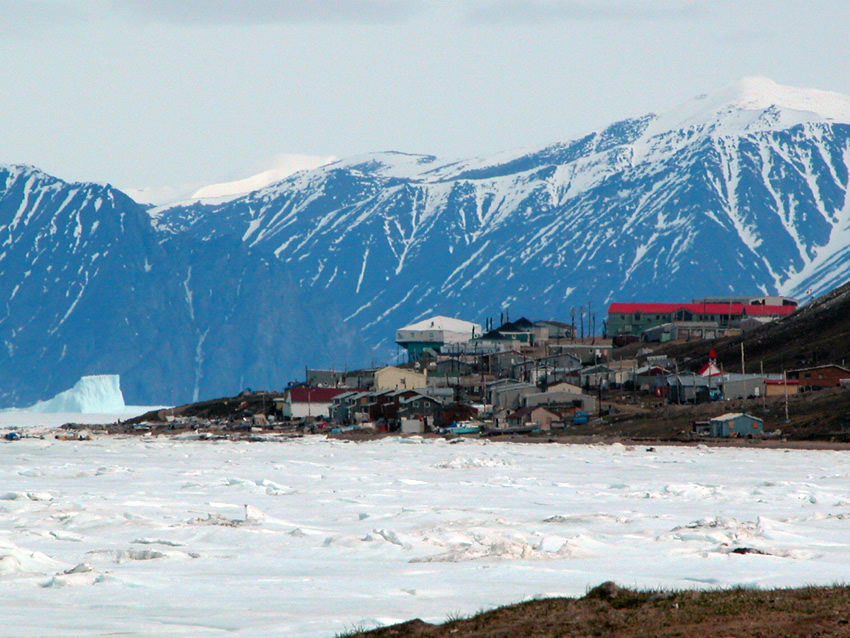
Pond Inlet

Pond Inlet (v jazyce Inuitů se osada nazývá Mittimatalik, což znamená v překladu „místo, kde se skrývá Matima“) je malá osada na Baffinově ostrově v provincii Nunavut. V roce 2006 měla osada 1315 obyvatel a to převážně Inuitů, což je oproti roku 2001 nárůst obyvatelstva o 7,8 %. Dnešní název dal osadě v roce 1818 cestovatel John Ross po anglickém astronomovi Johnu Pondovi, tedy Pond Inlet (Pondova zátoka). Mezi místními se však povětšinou používá původní neoficiální název Mittimatalik, který se dokonce objevil i v některých mapách.
Ekonomicky je tato osada do značné míry závislá na vládě. Největší přínos peněz jde z turismu. Pond Inlet bývá často označován za jeden z kanadských „klenotů severu“. Turisté se zde jezdí podívat na divokou severskou přírodu, téměř nedotčenou lidmi, jelikož je Baffinův ostrov jen velmi řídce obydlen (0,02 obyvatel na km²). Je zde úžasný pohled na osadu, nad kterou se tyčí zasněžené horské štíty.
Do Pond Inlet se dá dostat letadlem z hlavního města Nunavutu Iqaluitu. Když rozmrzne moře, dá se sem dostat i lodí. Potraviny a základní věci k životu se zde letecky dovážejí z 2500 km vzdáleného Montrealu. V osadě se nachází základní a střední škola a je zde také hotel.